# Mustafa bəy Vəkilov
Mustafa bəy Vəkilov, ros. Мустафа-бек Векилов, Mustafa-bek Wekiłow (ur. 1896, zm. 1965 w RFN) – azerski działacz polityczny i publicysta, minister spraw wewnętrznych Demokratycznej Republiki Azerbejdżanu, emigracyjny działacz narodowy.

## Życiorys
Od 1911 r. był członkiem azerskiej partii Musawat. Na pocz. 1917 r. ukończył studia prawnicze na uniwersytecie w Moskwie. Następnie wybrano go delegatem na wszechrosyjski zjazd muzułmański. W kwietniu tego roku uczestniczył w Kijowie w zjeździe narodów nierosyjskich. Był autorem artykułów prasowych. W październiku wszedł w skład Komitetu Centralnego Musawat. Na pocz. 1918 r. został wybrany deputowanym Sejmu Zakaukaskiego w Zakaukaskiej Demokratycznej Republice Federacyjnej. Po proklamowaniu niepodległości Demokratycznej Republiki Azerbejdżanu pod koniec maja 1918 r., był członkiem azerskiego parlamentu. Od września tego roku pełnił różne stanowiska państwowe. Od poł. lutego 1920 r. był ministrem spraw wewnętrznych. Kiedy wojska bolszewickie zajęły Azerbejdżan pod koniec kwietnia tego roku, wyjechał do Tyflisu. Po upadku Demokratycznej Republiki Gruzji na pocz. 1921 r., wyemigrował do Turcji. Na emigracji prowadził działalność niepodległościową. Wyznawał ideę panturkizmu. W Stambule był członkiem biura zagranicznego Musawat. W poł. lat 20. przeniósł do Polski. Pod koniec 1928 r. objął funkcję jednego z zastępców przewodniczącego Klubie „Prometeusz” w Warszawie. Był autorem artykułów w prasie emigracyjnej i polskiej. W okresie II wojny światowej przebywał w Niemczech.